# Exiles Cable Club
El Exiles Cable Club fue una sociedad fundada en Vigo (Galicia, España) en 1873 por trabajadores ingleses que operaban en el telégrafo y el mantenimiento del Cable Inglés por ser el lugar donde mayores calados realizaban. Fue una de las primeras sociedades creadas en el país dedicada a la práctica deportiva, donde contó con una sección dedicada al fútbol debido al incipiente crecimiento de dicho sport en Inglaterra, donde se inventó, y de donde procedían sus trabajadores. Recientes estudios le sitúan como uno de los protoclubes que expandieron el foot-ball en la época, al igual que hicieran el Cricket y Football (Club) de Madrid o el Río Tinto English Club.
No se sabe con certeza cuál fue el destino de este equipo, aunque se sabe que desapareció durante mediados del siglo XX.

## Etimología y origen
El nombre del equipo proviene del vocablo inglés exiles, que en español significa exiliados. Así se les llamaba a los trabajadores de la Eastern Telegraph Company, conocida en Galicia como el Cable Inglés, ya que, a pesar de conectar por telégrafo con muchos países y mantener importantes relaciones internacionales, tenían su sede en Porthcurno, al sur de Cornualles, una pequeña ciudad aislada situada en el extremo occidental de Inglaterra. Por dicho estatus de aislados y recluidos, se les apodaba exiles.
La compañía instaló unas oficinas de telegrafía submarina en Vigo en mayo de 1873. Poco tiempo después, se creó un club social llamado Exiles Club, por el cual los trabajadores podían encontrarse con sus familiares, y que además organizaba algunos equipos para hacer deporte.

## Equipo defootball
En 1876, los oficiales de los barcos ingleses crearon expresamente una sección de fútbol denominada en los medios como el Exiles Football Club, siendo considerada tras recientes estudios como uno de los primeros «protoclubes» que sirvieron para expandir el novedoso deporte por España. Al igual que en Madrid o Río Tinto —lugares de concepción de otras de las primeras sociedades con práctica balompédica— fue introducido merced a esos británicos afincados. Como indumentaria tomaron los colores de la bandera de Cornualles, de donde eran originarios, usando así camisa blanca con medias y calzón negros, sustituyéndose este por uno blanco según ocasiones.

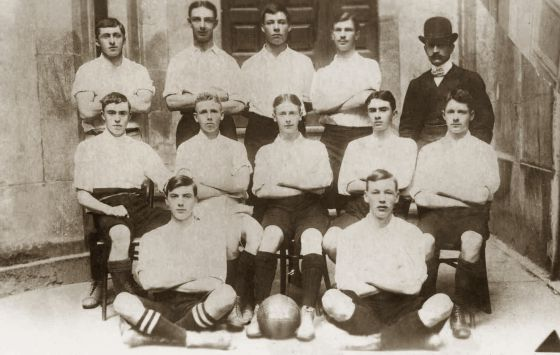
Exiles Club Vigo en1903

Como no tenían rivales en la ciudad, los jugadores del Exiles disputaban partidos contra marineros y oficiales cuyos barcos atracaban en Vigo, así como en el resto de ciudades portuarias del territorio, siendo de poca cuantía en la época. Según las fuentes, llegaron incluso a jugar una «Copa de Primavera» entre ellos, hasta que a comienzos de los años 1900 se sucedieron más encuentros debido a la popularidad que iba adquiriendo el fútbol, y la consiguiente creación de nuevos equipos. El terreno de juego del Exiles se encontraba en Los Cuadros del Relleno, también llamado Malecón o Relleno. Actualmente, la zona de juego se corresponde con la calle Luis Taboada.
Esos primeros encuentros no terminaron de impulsar lo que más adelante sería el fútbol en la ciudad y en el país. Así, pudieron verse partidos en especial frente a los tripulantes de la Royal Navy británica, comenzando a forjar una destreza que fue difícil de superar en la ciudad.

“El día 9, en el llano de los cuadros del Relleno, se jugó una partida de “foot-ball”, concertada entre algunos oficiales del Cable inglés y del crucero Prince George. El ‘team’ del Cable, lo formaban: Goal: Weniger; Backs: Kellond y Johnson; Halfback: Huniprey Calcroft; Forwards: Thurston, Hambley y Smith.”

Al no registrarse como club en el país, se perdieron noticias al respecto de este club en sus años venideros, quizá por su mayor influencia en Gibraltar que en la propia España. Sin embargo, se conoce que en el año 1907, el Exiles F. C. se alzó con la victoria en la Copa Pontevedra, competición local organizada por el Pontevedra Sporting Club, fundado el año anterior, y que algunos de sus jugadores arbitraron partidos del Campeonato de Galicia de 1909. En la competición vencieron primero al Español Foot-ball Club de Vigo antes de derrotar a los organizadores en la final. Por aquel entonces, ya existían dos equipos locales en la ciudad olívica: el Vigo Foot-Ball Club (1903) y el Real Club Fortuna (1905), de cuya fusión se originaría el Real Club Celta de Vigo en 1923. Aunque los dos equipos mantenían cierta rivalidad, se escribe que el Exiles F. C. entabló buenas relaciones con ambos clubes, jugando, de hecho, los tres equipos en el mismo campo en sus inicios. En 1909, de hecho, varios jugadores del Exiles y el Vigo F. C. jugaron esporádicamente con el Pontevedra Sporting Club, aún falto de jugadores.

### Fútbol en Gibraltar
Debido a que en España solo existía una competición oficial en la época, el Campeonato de España, y que por normativa no permitía la participación del Exiles F. C., jugaba asiduamente frente a otros conjuntos ingleses de marinos o mercantes de la península. Entre ellos se encontraban los equipos de Gibraltar, tanto militares como civiles, quienes habían conformado sus propias competiciones a semejanza del fútbol inglés. Éstas era la Garrison Football League y la Russo Cup para los militares, y la Merchants Cup para los civiles, que terminó por conformar la Gibraltar Foot-Ball League en 1907. Fue en esa competición impulsada por la Asociación de Fútbol de Gibraltar (GFA) y los comerciantes del territorio donde participó el Exiles Foot-Ball Club. En ella, el club conquistó dos títulos al vencer las ediciones de 1900 y 1902 y consolidarse así como uno de los mejores equipos.
Las crónicas hacen referencia a la vida del club hasta la segunda década de siglo, fecha en la cual se intuye su desaparición por falta de noticias.

## Palmarés
- 1 Copa Pontevedra: 1907.

- 2 Merchants Cup: 1900, 1902.